# 아기 자기 파파
《아기 자기 파파》(Jack & Sarah)는 영국에서 제작된 팀 설리반 감독의 1995년 코미디, 드라마, 멜로/로맨스 영화이다. 리차드 E. 그랜트 등이 주연으로 출연하였고 사이먼 채닝 윌리엄스 등이 제작에 참여하였다. 영국에서 1995년 6월 2일 처음 개봉하였다.

## 출연

### 주연
- 리차드 E. 그랜트
- 사만다 마티스

### 조연
- 주디 덴치
- 에일린 앗킨스
- 체리 런기
- 이모겐 스텁스
- 데이비드 스위프트
- 케이트 하디
- 로랑 그레빌
- 이안 맥켈런
- 니벤 보이드
- 트레이시 쏜
- 로레인 애쉬보른
- 데보라 핀들리
- 클레어 토만
- 게프 프란시스
- 마티에록 깁스
- 마이클 맥스테이
- 제임스 배논
- 수지 맥켄나
- 키스 바틀렛
- 존 그릴로
- 리처드 리프

## 기타
- 공동제작: 알렉상드르 헤일린
- 미술: 크리스토퍼 J. 브래드쇼
- 의상: 대니 에버렛
- 배역: 사이몬 레이놀즈